# Emil Chau
Emil Chau (chino tradicional: 周华健; chino: 周华健, pinyin: Zhou Jian Hua, Hong Kong, 22 de diciembre de 1960) es un cantante, compositor y actor chino, más conocido en Taiwán, Hong Kong y China continental. En 2000, cambió su nombre artístico por Emil Chau Wakin. Ha publicado un total de casi 40 álbumes y ha ocupado varias giras internacionales.

## Discografía

### Álbum en mandarín
- 最後圓舞曲 (febrero de 1985)
- 心的方向  (julio de 1987)
- 我是真的付出我的愛 (agosto de 1988)
- 期待更多，付出更多 (enero de 1989)
- 最真的夢 (noviembre de 1989)
- 不願一個人 (noviembre de 1990)
- 讓我歡喜讓我憂 (noviembre de 1991)
- 花心 (abril de 1993)
- 今夜陽光燦爛 (enero de 1994)
- 風雨無阻 (enero de 1994)
- 我願意去等 (enero de 1995)
- 愛相隨 (julio de 1995)
- 愛的光 (febrero de 1996)
- 小天堂 (septiembre de 1996)
- 朋友 (abril de 1997)
- 有故事的人 (agosto de 1998)
- 現在 (noviembre de 1999)
- 忘憂草 (octubre de 2001)
- 329最完整周華健 (marzo de 2003)
- 一起吃苦的幸福 (julio de 2003)
- 雨人 (marzo de 2006)
- 花旦 (mayo de 2011)
- 江湖 (diciembre de 2013)

### Álbum en cantonés
- 有弦相聚 (octubre de 1994)
- 弦途有你 (abril de 1995)
- 弦弦全全 (diciembre de 1995)
- 生.生活 (diciembre de 1996)
- 世界由你我開始 (octubre de 1997)
- 听健

### Álbum en inglés
- Without You (septiembre de 1988)
- Blue Bird (febrero de 1991)
- I Remember (mayo de 1992)
- Songs of Birds (agosto de 1993)
- Forever Young - Best Collection (1996)
- My Oh My (febrero de 2001)
- My Favorite Songs (mayo de 2002)

## Filmografía
- 1987 - Osmanthus Alley (桂花巷)
- 1987 - The Game They Called Sex (黃色故事)
- 1993 - Project S aka. Once a Cop
- 1994 - Right Here Waiting (等愛的女人)
- 1995 - Just Married (橫紋刀劈扭紋柴)
- 1995 - I Want To Go On Living (我要活下去)
- 1995 - Faithfully Yours (叛逆情緣)
- 1995 - Terremoto nel Bronx (Uomo dei gelati)
- 1996 - Who's the Woman Who's the Man (金枝玉葉2)
- 1997 - All's Well End's Well 97
- 1997 - Walk In (奪舍)
- 1997 - Mr. Nice Guy (Uomo dei gelati)
- 1997 - 知解時空
- 1998 - Spicy Love Soup (愛情麻辣燙)
- 1999 - Gorgeous
- 1999 - Purple Storm (紫雨風暴)
- 1999 - Tarzan
- 2001 - Headlines (頭號人物)
- 2003 - Homerun
- 2003 - The Pawnshop No. 8